# Ponnamaravathi
Ponnamaravathi (Tamil: பொன்னமராவதி) ist eine Kleinstadt mit ca. 15.000 Einwohnern im südindischen Bundesstaat Tamil Nadu. In der Chola-Zeit entstand hier ein mittelalterlicher Freibautempel.

## Lage
Ponnamaravathi liegt in einer Höhe von ca. 150 m ü. d. M. ungefähr 37 km (Fahrtstrecke) südwestlich der Distrikthauptstadt Pudukkottai. Das beinahe tropische Klima ist meist schwülwarm; Regen fällt hauptsächlich in den Monsunmonaten Oktober bis Dezember.

## Bevölkerung
Die Einwohner von Ponnamaravathi sind zu über 92,5 % Hindus; auf Moslems entfallen ca. 5,5 % und ca. 1,5 % sind Christen. Andere Religionen sind in Südindien unter der Landbevölkerung nur äußerst selten vertreten. Der männliche und der weibliche Bevölkerungsanteil sind annähernd gleich hoch.

## Wirtschaft
Die Einwohner leben nahezu ausschließlich von der Landwirtschaft. Im Ortszentrum haben sich Kleinhändler und Handwerker angesiedelt, die auch von der guten Verkehrsanbindung profitieren.

## Geschichte
Die Gegend um Ponnamaravathi gehörte im Frühmittelalter zum Pallava-Reich, welches im 9. Jahrhundert allmählich vom wiedererstarkenden Chola-Reich übernommen wurde. Im 13. Jahrhundert übernahm die in Madurai ansässige Pandya-Dynastie die Macht, gab sie jedoch im 14. Jahrhundert an das Vijayanagar-Reich ab.

## Sehenswürdigkeiten
Hauptsehenswürdigkeit des Ortes ist der dem Hindu-Gott Shiva geweihte Rajendra-Choleeshwarar-Tempel. Er steht innerhalb eines kleinen ummauerten Tempelbezirks und besteht aus einer Vorhalle (mandapa) und der Cella (garbhagriha), deren durch Pilaster und Nischen gegliederte Außenwände annähernd gleich gestaltet sind. Der auf quadratischen Grundriss sich erhebende Turmaufbau über der Cella ähnelt einem Gebäude mit Scheineingängen und hat ein gebauchtes haubenähnliches Dach mit rautenförmigem Schindeldekor.